# Jacques Denis (Schauspieler)

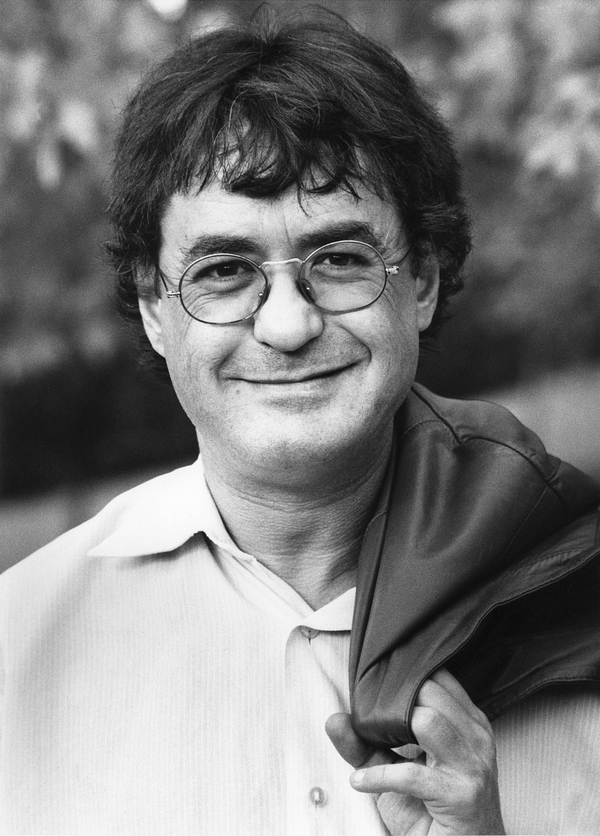
Jacques Denis, 1984

Jacques Denis (* 12. Mai 1943 in Fès, Marokko; † 2. Dezember 2015 in Saint-Quentin, Département Aisne, Frankreich) war ein französischer Schauspieler, der zuerst im Film und nachher vor allem auf Theaterbühnen oder im Fernsehen spielte.

## Leben
Jacques Denis absolvierte ein Schauspielstudium in Paris und nahm Unterricht bei Tania Balachova. Ab 1965 konnte er auf den bekanntesten Theaterbühnen der französischen Hauptstadt auftreten. Entdeckt wurde er von Alain Tanner, in dessen Film La salamandre er zusammen mit Jean-Luc Bideau eine Hauptrolle hatte. In den weiteren 1970er Jahren verkörperte er in mehreren Spielfilmen der Schweizer Regisseure Alain Tanner, Claude Goretta und Michel Soutter nonkonformistische Persönlichkeiten. Im Spielfilm La Question (1977) von Laurent Heynemann, in welchem der gleichnamige Bericht von Henri Alleg über seine Folterungen in einem Internierungslager während des Algerienkrieges verfilmt wurde, spielte er die Hauptrolle des gefolterten Chefredakteurs. 
In den 1980er Jahren war er Schauspieler im Nouveau Théâtre de Poche in Genf. Später war er weiterhin überwiegend auf Theaterbühnen oder im Fernsehen in der Schweiz und in Frankreich in verschiedensten Rollen zu sehen.
Am 2. Dezember 2015 starb er mit 72 Jahren in Saint-Quentin, Département Aisne.

## Filmografie (Auswahl)
- 1970: James ou pas
- 1971: Der Salamander (La salamandre)
- 1972: Die Landvermesser (Les arpenteurs)
- 1973: Les vilaines manières
- 1974: Der Uhrmacher von St. Paul (L’horloger de Saint-Paul)
- 1974: Eine Wolke zwischen den Zähnen (Un nuage entre les dents)
- 1974: Le milieu du monde
- 1974: Le troisième cri
- 1975: Le pain noir (TV-Mehrteiler)
- 1976: Calmos
- 1976: Jonas, der im Jahr 2000 25 Jahre alt sein wird (Jonas qui aura 25 ans à l’an 2000)
- 1977: La question
- 1977: Süßer Wahn (Dites-lui que je l’aime)
- 1979: Plurielles
- 1979: I wie Ikarus (I … comme Icare)
- 1980: Odo-Toum, d’autres rythmes
- 1981: Kinder für das Vaterland (Allons z’enfants)
- 1983: La fuite en avant
- 1984: Geschichte eines Lächelns (Notre histoire)
- 1988: Chocolat – Verbotene Sehnsucht (Chocolat)
- 1991: Swing troubadour
- 1993: Die kleine Apokalypse (La petite apocalypse)
- 1993: La cavale des fous
- 1996: Le dernier des pélicans
- 1996: Fourbi
- 2003: Ce jour-là